# San Francisco del Monte de Oro
San Francisco del Monte de Oro är en kommunhuvudort i Argentina.   Den ligger i provinsen San Luis, i den centrala delen av landet, 800 km väster om huvudstaden Buenos Aires. San Francisco del Monte de Oro ligger 792 meter över havet och antalet invånare är 3 295.
Terrängen runt San Francisco del Monte de Oro är varierad. Trakten runt San Francisco del Monte de Oro är nära nog obefolkad, med mindre än två invånare per kvadratkilometer.. San Francisco del Monte de Oro är det största samhället i trakten. 
Trakten runt San Francisco del Monte de Oro består i huvudsak av gräsmarker.